# عبيد الله بن سليمان
عبيد الله بن سليمان بن وهب بن سعيد الحارثي كان أحد كبار المسؤولين في الخلافة العباسية، شغل منصب وزير لمدة عشر سنوات (من يونيو 891 حتى وفاته في أبريل 901).

## حياته
ينحدر عبيد الله من بني وهب من عائلة عربية من أصل مسيحي نسطوري، خدم في دولة الخلافة منذ أواخر العصر الأموي، وكان نجل سليمان بن وهب الذي تولى الوزارة بنفسه ثلاث مرات، وقد اتبع عبيد الله تقاليد الأسرة ودخل الإدارة كمساعد، ولكن الوصي على الحكم الموفق بالله عزل والده سليمان وحبسه عام 878، وعلى إثر ذلك فُصل عبيد الله أيضاً.
ارتفعت ثرواته مرة أخرى من خلال دعم ابن الموفق والخليفة المستقبلي المعتمد (حكم 892-902)، والذي عين عبيد الله وزيراً للخليفة المعتمد (حكم 870-892) بعد وفاة الموفق في حزيران 891. تميز عبيد الله بحسن تدبيره في الحكم ودهائه وأمانته وعدالته، واستمر في الخدمة طوال معظم فترة حكم المعتضد بالله وحتى وفاته في أبريل 901.
خلفه بعد ذلك ابنه القاسم بن عبيد الله وزيراً، كما قام حفيده الحسين ومحمد أيضاً بالوزراء.